# Bruno Ninaber van Eyben
Bruno Ninaber van Eyben (Boxtel, 3 november 1950) is een Nederlands industrieel vormgever, bekend als sieraadontwerper en van zijn ontwerp voor de laatste reeks Nederlandse guldens.

## Levensloop

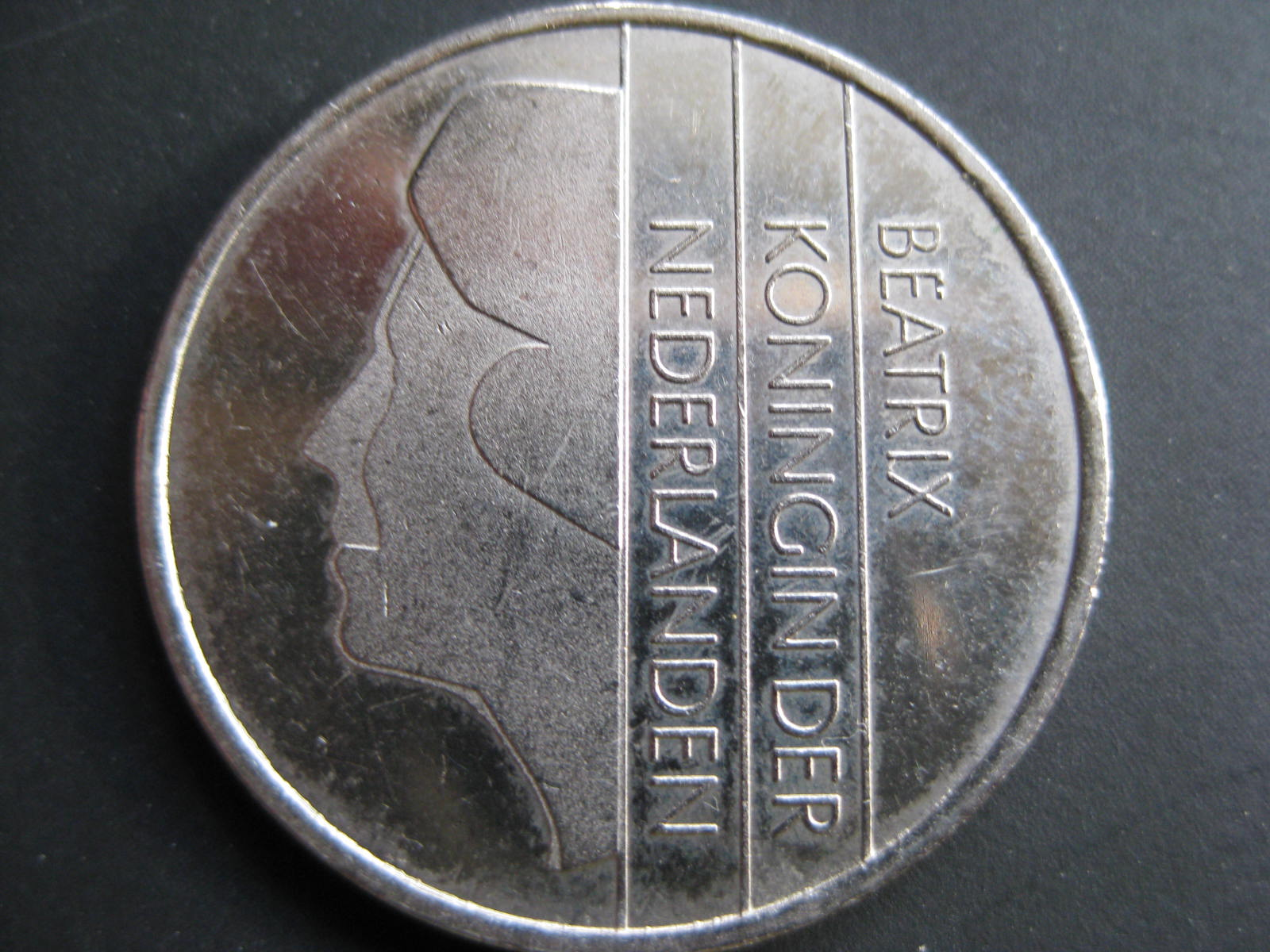
Nederlandse gulden uit 2000 met de beeltenis van Koningin Beatrix

Ninaber is een zoon van de kunstenaar Antonius Cornelius (Toon) Ninaber van Eyben (1896-1977) en Carla Hoyng (1910-1975). Hij studeerde in 1971 af aan de Maastrichtse Academie voor Beeldende Kunst. Hij doorliep een opleiding als juweelontwerper maar ging een andere richting uit naar de ontwikkeling van industrieel vervaardigbare gebruiksvoorwerpen. Hij ontwikkelde in de jaren zeventig zijn armbandhorloge (1973), het halshorloge (1976) en de fluorescentielamp (1977). Deze creaties zijn opgenomen in verschillende museumcollecties. In 1980 kreeg hij de Kho Liang Ie-prijs.
Zijn grootste bekendheid verwierf Ninaber van Eyben in 1980 met het ontwerp van de nieuwe Nederlandse muntenserie met Koningin Beatrix als telkens terugkerende afbeelding. Deze serie werd geproduceerd in 1982 en gold tot de invoering van de euro. De ontwerper tekende ook de Nederlandse zijde van het euromuntstuk  met een silhouet van koningin Beatrix. 
Daarna sloot hij zich aan bij het ontwerpbureau van Wolfram Peters en Peter Krouwel en ontstond het ontwerpbureau "ninaber/peters/krouwel" met een aantal producten als gevolg: bureauaccessoires en de nieuwe hamer voor de Tweede Kamervoorzitter.
In 1997 verliet hij dit bureau en ontstond het bureau "Bruno Ninaber van Eyben design & production" met het terugvallen op de vroegere kerntaak: in eigen beheer bedenken en ontwikkelen van hoogwaardige designproducten. In juli 2003 volgde zijn aanstelling als hoogleraar vormgeving aan de faculteit Industrieel Ontwerpen van de TU Delft waar hij één dag per week lesgeeft.

## Ontwerpen
- 1973 - Armbandhorloge: uit roestvrij staal en perspex; formaat doormeter 6,2 cm
- 1975 - Armband: roestvrij staal en perspex; formaat doormeter 7 cm
- 1976 - Halshorloge: geanodiseerd aluminium en rubber; afmetingen uurwerk 3,4x2,8cm
- 1977 - Tl-lamp: aluminium en neonbuis; lengte 141 cm
- 1984 - Titanium horloge
- 1999 - Ontwerp Nederlandse zijde euromunt
- Kaarsenhouder die de kaars omklemt
- Voorzittershamer van de Tweede Kamer
- Plastic badge die kleding niet beschadigt
- 2005 - Kleurenwaaier voor verffabrikant Sikkens

## Onderscheidingen
- 2013 - Ridder in de Orde van de Nederlandse Leeuw.
- 1979 - De "Kho Liang Ie-prijs" voor zijn gehele werk, met als waardering: "Een ontwerper met een groot inzicht in productietechnische aspecten. De technisch uiteenlopende ontwerpen getuigen alle van kwaliteit en grote inventiviteit, alsmede van belangstelling voor het detail."
- 2007 - De Oeuvreprijs van het Fonds BKVB (waarde € 40.000). De jury prees de ontwerper om zijn heldere, tijdloze en tot in de details doordachte ontwerpen.
- 2008 - De Piet Zwart Prijs, een tweejaarlijkse oeuvreprijs van de Beroepsorganistatie Nederlandse Ontwerpers (BNO). "Hij heeft in een lange ontwerperscarrière een eigen ontwerpersovertuiging getoond, zowel in zijn (bekende) producten als in zijn onderwijs en vakpromotie. Degelijkheid, soberheid en de directe visuele en functionele overtuiging van zijn ontwerpen typeren hem", aldus de jury.

## Tentoonstellingen (selectie)
- 1986 - 10 Jaar Ra, Galerie Ra, Amsterdam
- 2013 - Dare to wear, sieraden uit de collectie Paul Derrez / Willem Hoogstede, CODA, Apeldoorn

## Werk in openbare collecties (selectie)
- Rijksmuseum Amsterdam[2]
- Museum of Modern Art[3]

## Verder lezen
- With Compliments, 2002, Met citaten van o.a. Bruno Ninaber van Eyben en teksten door Wim Crouwel en Ed van Hinte. Redactie door Jan Teunen. Typografie van Reynoud Homan.

## Uitspraken
- "Meer zou onnodig zijn, minder onmogelijk"
- "In al mijn producten zoek ik naar een evenwicht tussen de relevantie van het product voor de gebruiker, het materiaal en de wijze van produceren"

## Wetenswaardigheden
- In 2001 werd in het Nederlandse spelprogramma Weekend Miljonairs voor het eerst 1 miljoen gulden gewonnen door kandidaat Hans Peters. Antwoord op de slotvraag wie zowel de toenmalige Nederlandse munten als de Nederlandse zijde van de euromunt ontworpen had, was B: 'Bruno N. van Eyben'.